# Limitless (série de televisão)
Limitless é uma série de televisão estadunidense exibida pela CBS entre 22 de setembro de 2015 e 26 de abril de 2016. Foi baseada no filme de mesmo nome, que por sua vez foi baseado no livro The Dark Fields, e tem lugar após os acontecimentos do filme.
A série acompanhou a história de um músico em plena crise criativa, que encontra em um remédio a grande solução para seus problemas. O medicamento lhe oferece o uso de 100% da capacidade cerebral, tornando-o capaz de se lembrar rapidamente de todas as suas situações já vividas, além da capacidade de conseguir decifrar alguns problemas, fazendo dele uma ferramenta interessante para várias pessoas e organizações, principalmente para o FBI.
O produtor executivo usou a sua conta de Twitter dia 25 de maio de 2016 para anunciar o fim da série, afirmando também que nem a Amazon nem a Netflix a vão renovar. O último episódio foi ao ar nos E.U.A. a 26 de abril de 2016.

## Elenco

### Elenco principal
- Jake McDorman como Brian Finch[3]
- Jennifer Carpenter como agente do FBI Rebecca Harris[4]
- Hill Harper como agente do FBI Spellman Boyle[5]
- Mary Elizabeth Mastrantonio como agente especial do FBI Nasreen "Naz" Pouran[6]

### Elenco recorrente
- Bradley Cooper como Eddie Morra, o personagem principal do filme original[7]
- Analeigh Tipton como Shaunna, a ex-namorada de Brian
- Georgina Haig como Piper Baird
- Ron Rifkin como Dennis Finch, pai de Brian
- Blair Brown como Marie Finch, mãe de Brian
- Colin Salmon como Jared Sands, ex-oficial de inteligência que agora trabalha como um fixador para Morra[8]

## Episódios
| Nº   | Título                              | Exibição original       |
| ---- | ----------------------------------- | ----------------------- |
| 1x01 | "Pilot"                             | 22 de setembro de 2015  |
| 1x02 | "Badge! Gun!"                       | 29 de setembro de 2015  |
| 1x03 | "The Legend of Marcos Ramos"        | 6 de outubro de 2015    |
| 1x04 | "Page 44"                           | 13 de outubro de 2015   |
| 1x05 | "Personality Crisis"                | 20 de outubro de 2015   |
| 1x06 | "Side Effects May Include..."       | 27 de outubro de 2015   |
| 1x07 | "Brian Finch's Black Op"            | 03 de Novembro de 2015  |
| 1x08 | "When Pirates Pirate Pirates"       | 10 de Novembro de 2015  |
| 1x09 | "Headquarters!"                     | 17 de Novembro de 2015  |
| 1x10 | "Arm-ageddon"                       | 24 de Novembro de 2015  |
| 1x11 | "This is Your Brian on Drugs"       | 15 de Dezembro de 2015  |
| 1x12 | "The Assassination of Eddie Morra"  | 5 de Janeiro de 2016    |
| 1x13 | "Stop Me Before I Hug Again"        | 19 de Janeiro de 2016   |
| 1x14 | "Fundamentals of Naked Portraiture" | 09 de Fevereiro de 2016 |
| 1x15 | "Undercover!"                       | 16 de Fevereiro de 2016 |
| 1x16 | "Sands, Agent of Morra"             | 23 de Fevereiro de 2016 |
| 1x17 | "Close Encounters"                  | 8 de Março de 2016      |
| 1x18 | "Bezgranichnyy"                     | 15 de Março de 2016     |
| 1x19 | "A Dog's Breakfast"                 | 22 de Março de 2016     |
| 1x20 | "Hi, My Name Is Rebecca Harris"     | 05 de Abril de 2016     |
| 1x21 | "Finale: Part One!"                 | 19 de Abril de 2016     |
| 1x22 | "Finale: Part Two!!"                | 26 de Abril de 2016     |

## Produção
O projeto começou em outubro de 2013. Ele foi apresentado à emissora CBS no final de outubro de 2014 que solicitou um episódio piloto em janeiro de 2015.
Em 8 de maio de 2015, a emissora CBS anunciou que a série foi encomendada.